# Карпеев, Александр Порфирьевич
Александр Порфирьевич Карпеев (род. 1957) — артист-кукловод Татарского государственного театра кукол «Экият», Заслуженный артист Республики Татарстан (1994), Народный артист Республики Татарстан (2005).

## Биография
Родился 22 февраля 1957 года в городе Казань. Окончил Казанское театральное училище, отделение «актёр театра кукол». Свою творческую деятельность в театре начал в 1979 году.
С самого первого дня работы в театре, Александр показал себя актёром природного дарования, настоящим лидером, обладающим огромным творческим потенциалом. Каждый из созданных им образов по-своему неповторим. Более 40 лет Александр Карпеев исполняет главные роли репертуара. Среди них:
- Дед, Медведь — «Машенька и медведь» Г.Ландау,
- Щенок — «Белое, рыжее, чёрное» К.Мешкова,
- Нихати — «Глаза змеи» И.Зиннурова,
- Ёж — «Гусёнок» Н.Гернет,
- Солдат, Одноглазый — «Пётр 1 и солдат» Л.Кожевникова,
- Волк — «Золотой цыплёнок» В.Орлова,
- Ведущий, Петух, Филин, Гриб — «Весёлые краски» Н.Гернет,
- Снеговик — «Солнышко и снежные человечки» А.Веселова,
- Лисёнок — «Лисёнок-Плут» В.Павловскиса,
- Аист — «Аистёнок и Пугало» Л.Лопейска,
- Волк — «Теремок» С.Маршака,
- Кот, Жених — «Морозко» Л.Кожевникова,
- Клоун, Шарманщик, Лесничий — «Маленькая Баба-Яга» О.Пройслера, пьеса Ю.Коринца,
- Носорог — «Носорог и Жирафа» Х.Гюнтера,

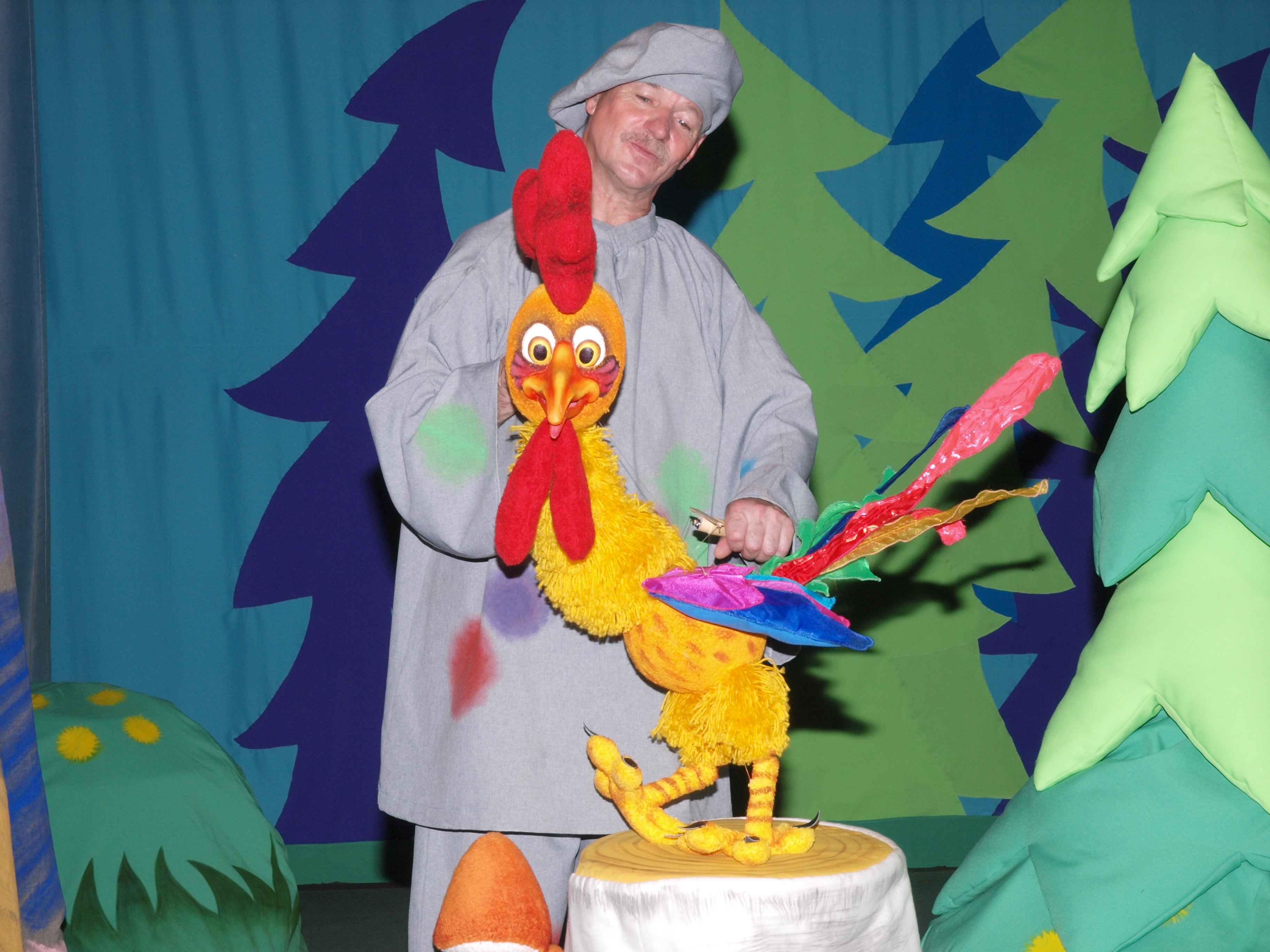
«Весёлые краски» Н.Гернет

- Люциус — «Чёртова мельница» И.Штока, Я.Дрды,
- Принц — «Золушка» Ш.Перро,
- Падишах — «Невеста падишах» М.Гилязова,
- Принц Иржик, Король, Конёк — «Прыгающая принцесса» Л.Дворского,
- Снеговик — «Котёнок на снегу» К.Мешкова, П.Катаева,
- Инспектор — «Зелёная волна» Л.Дьяченко,
- Емеля — «По щучьему велению» Е.Тараховской,
- Отец, Речка, Печка, Избушка — «Гуси-лебеди» Л.Кожевникова,
- Али-баба -«Али-баба и сорок разбойников» В.Смехова,
- Рама — «Рамаяна» Л.Кожевникова,
- Щелкунчик — «Щелкунчик» по Э. Т. А. Гофману,

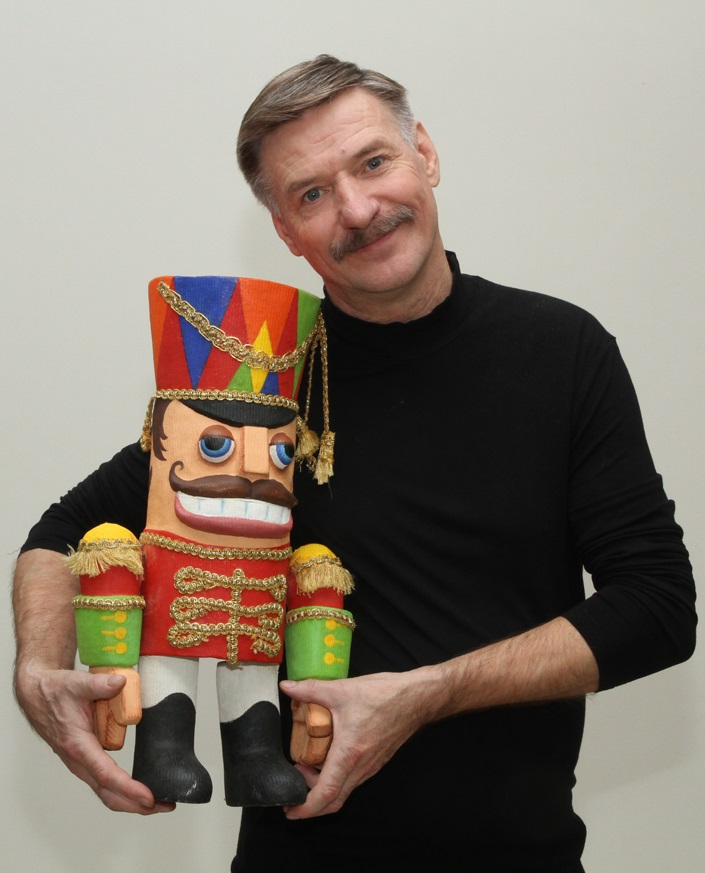
Александр с Щелкунчиком

- Алып — «Сказание о Казани» М.Гилязова,
- Иван-царевич — «Царевна-лягушка» Н.Гернет,
- Былтыр — «Волшебные сны Апуша» Р.Бухараева,
- Крот, Мотылёк, Жук, Эльф — «Дюймовочка» по Х. К. Андерсену,
- Поэт — «Звездочка-ромашка» Р.Бухараева, и другие.

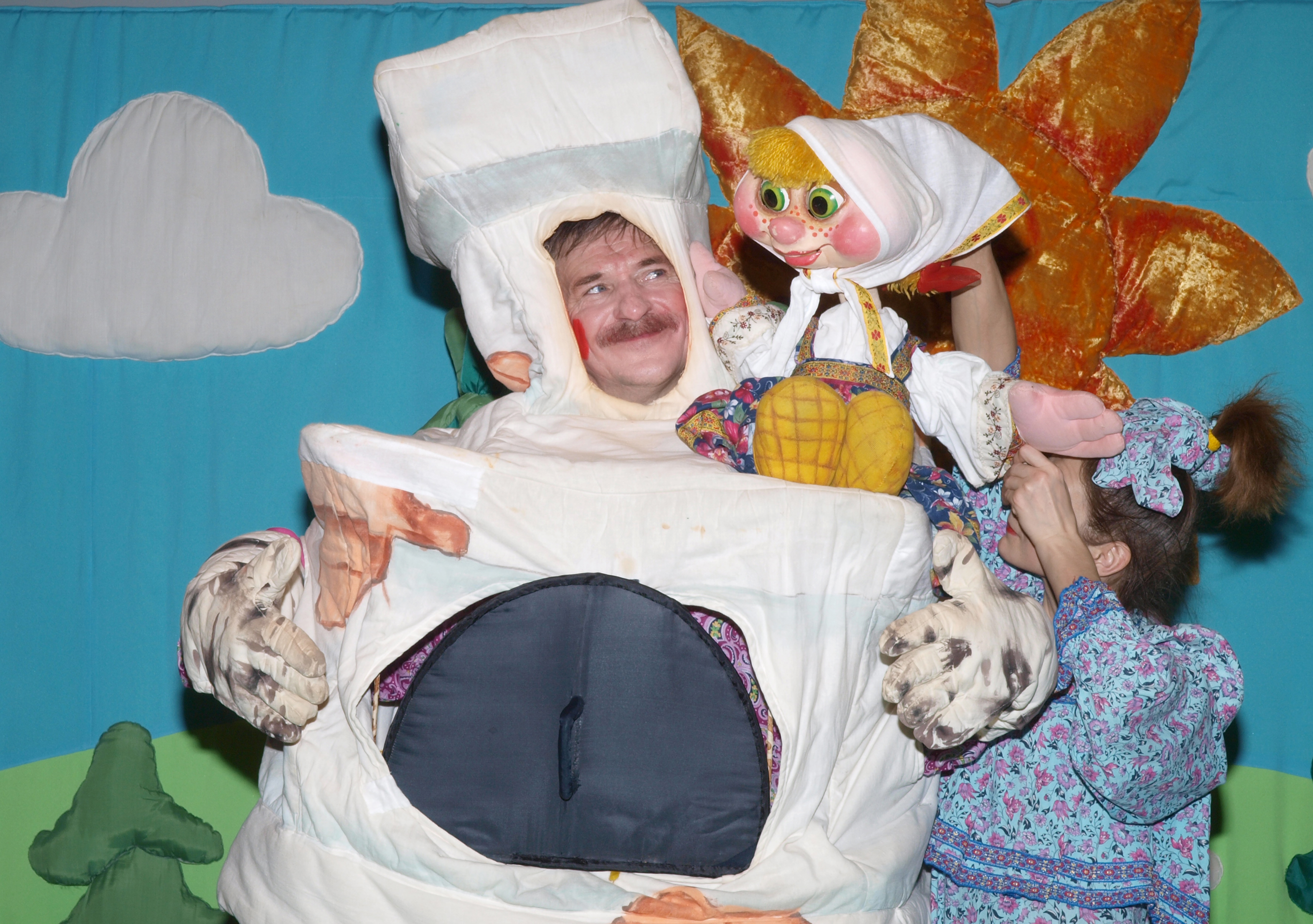
«Гуси-лебеди» Л.Кожевникова

Однако своей главной и самой любимой ролью актёр считает роль Деда Мороза, которую он играет уже более 40 лет, на его счёту множество ёлок городского и республиканского масштаба.

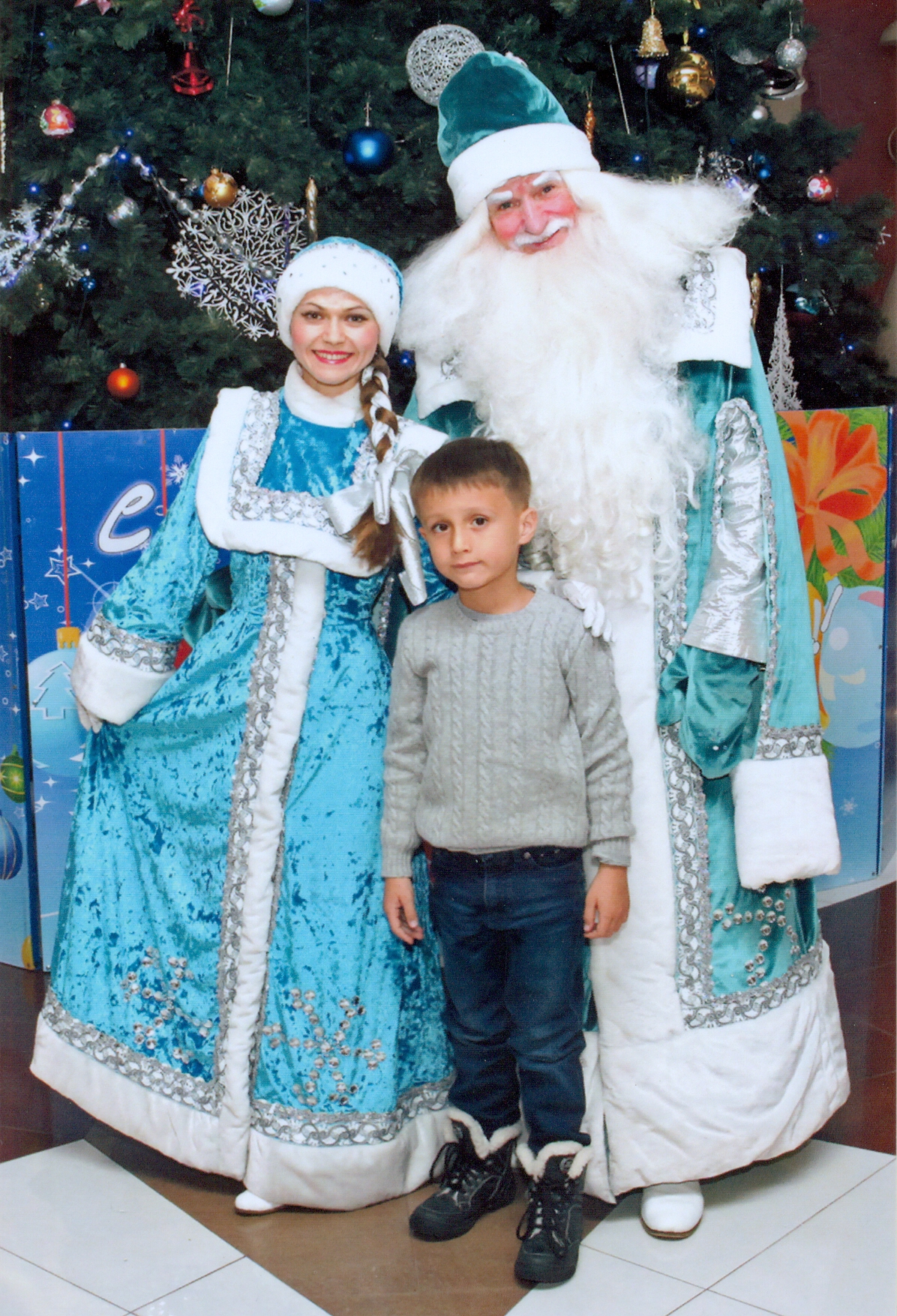
Дед Мороз с сыном президента РТ Р.Минниханова, Искандером, 2015 г.

Он не только ведущий актёр, но также и незаменимая творческая личность театрального коллектива. Организаторские способности, инициативность, целеустремлённость, умение найти подход к людям, помогают ему успешно исполнять обязанности помощника режиссёра в русской труппе театра. Долгие годы он входит в состав художественного совета театра. Будучи заместителем председателя профсоюзного комитета театра, активно участвует в общественной и творческой жизни коллектива. Является примером и наставником для молодых актёров. Пользуется большим авторитетом в коллективе. Являясь членом СТД РФ, регулярно принимает участие в выступлениях артистов театра на культурных мероприятиях, проводимых в Союзе театральных деятелей, а также в культурно-массовых мероприятиях города. Концертные номера в его исполнении пользуются большой популярностью у зрителей и востребованы на различных праздничных мероприятиях города и республики самого высокого уровня. Вносит огромный вклад, в воспитании будущего поколения, являясь педагогом актёрского мастерства в Студии творческого развития Константина Хабенского в городе Казани.

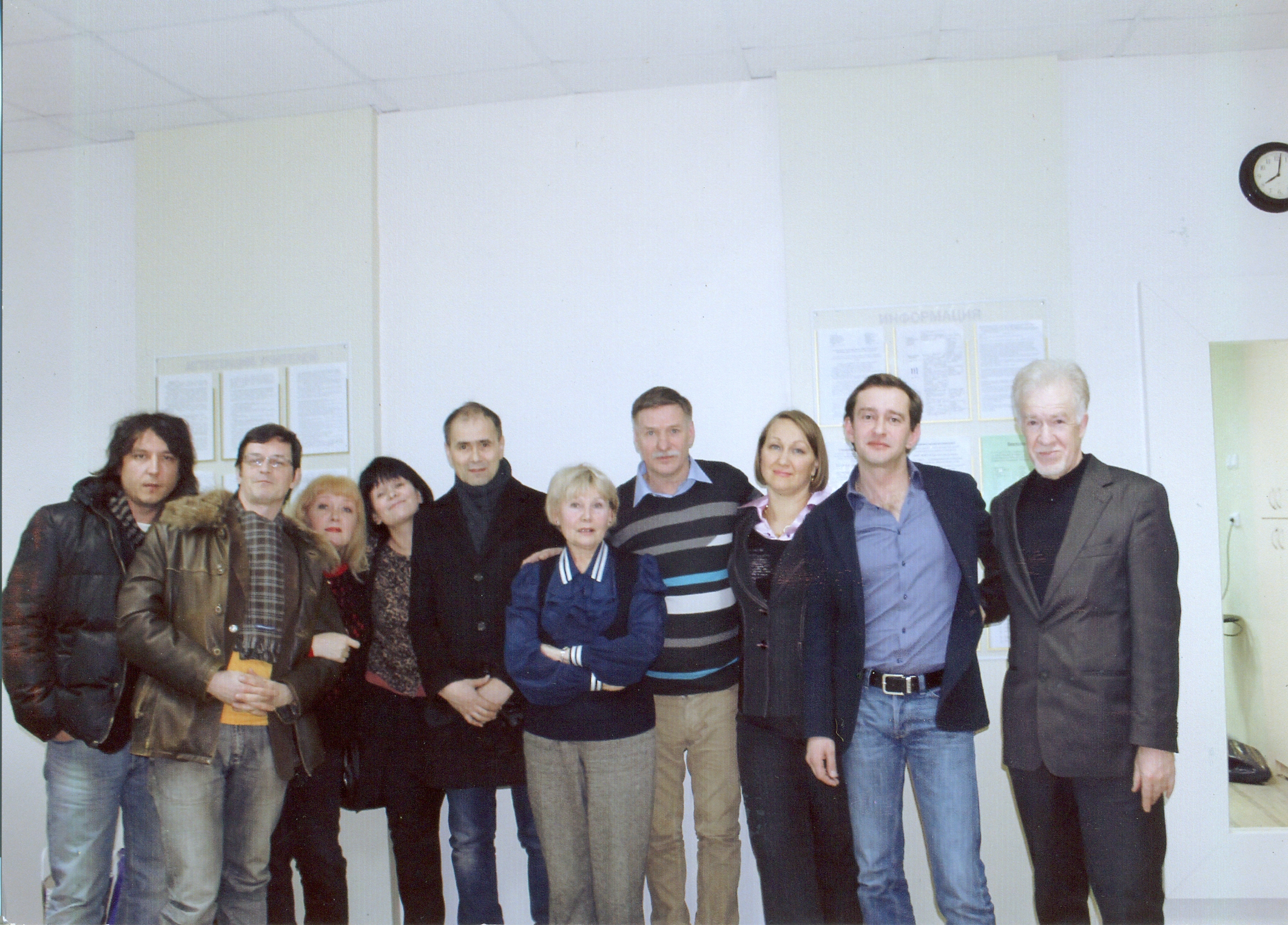
С коллегами по студии К.Хабенского

## Фестивали
Был участником Международных фестивалей театров кукол в г.г. Канны (Франция), Брауншвейг, Боттроп (Германия), Измир, Бурса (Турция), Стара Загора, Тырговиште (Болгария), Ивано-Франковск (Украина), Брест (Беларусь), Баку (Азербайджан), Душанбе (Таджикистан), Астана (Казахстан), Белгород, Рязань, Кострома, Оренбург и др.

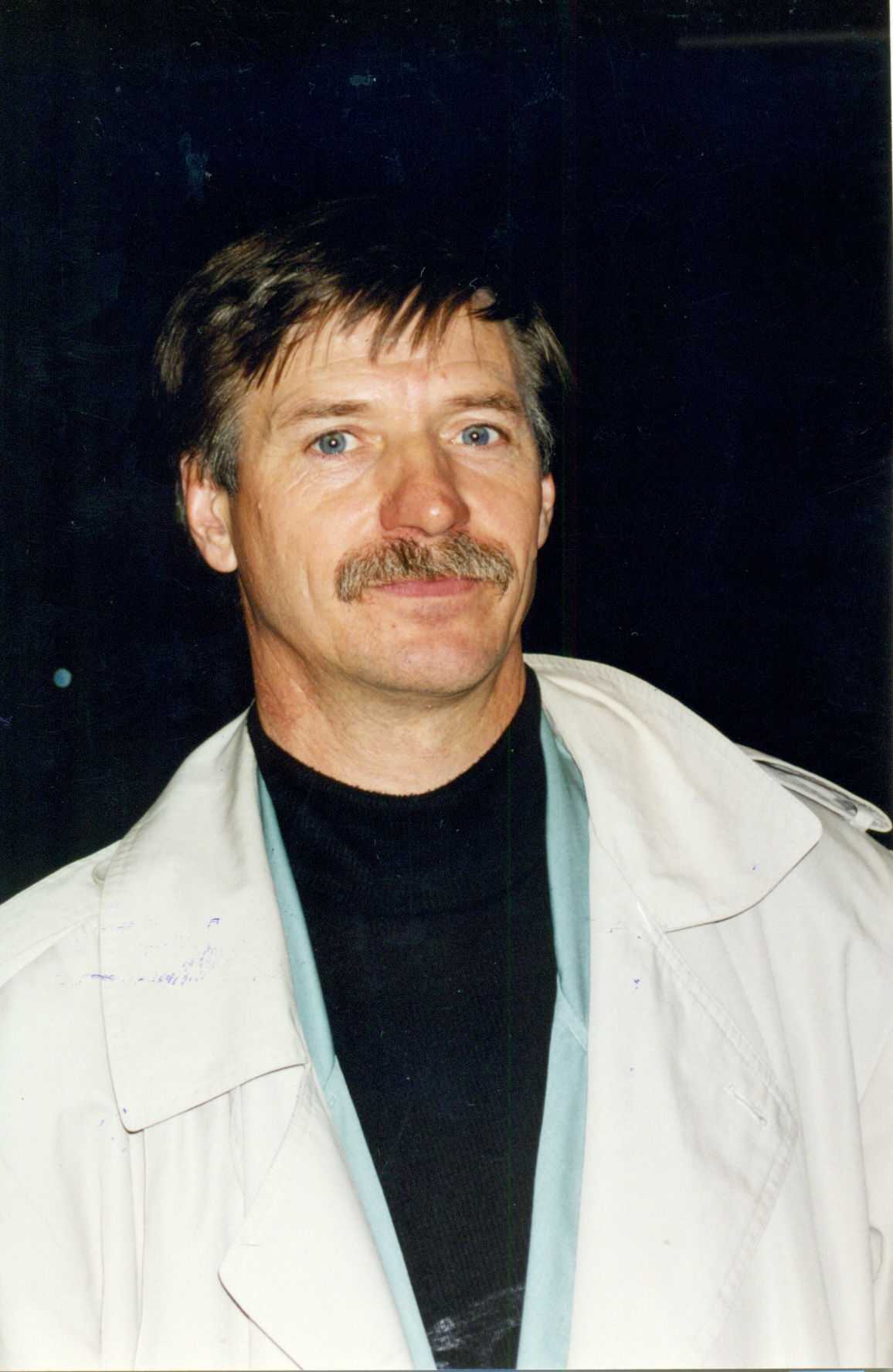
Участник фестиваля в г. Канны (Франция), 2001 г.

## Достижения и награды
За заслуги в области театрального искусства и театрально-общественную деятельность ему были присвоены почётные звания — в 1994 году Заслуженный артист Республики Татарстан, в 2005 году — Народный артист Республики Татарстан. Награждён Почётными грамотами Министерства культуры Российской Федерации и Республики Татарстан, Союза театральных деятелей Российской Федерации, Управлением культуры города Казани, Республиканским комитетом профсоюза работников культуры, знаком отличия Министерства культуры РТ «За достижения в культуре» и медалью «В память 1000-летия Казани». Неоднократно был отмечен памятными сувенирами и грамотами театра за творческую и общественную активность в театральных сезонах. Имеет множество благодарственных писем от учреждений Республики Татарстан и города Казани. Является ветераном труда.
Актёр Александр Карпеев считает своей миссией дарить детям праздник. Этому призванию он остаётся верен всю жизнь и уже сейчас можно смело сказать о том, что Александр Карпеев внёс огромный вклад в развитие искусства театра кукол и занял видное место в 83-летней истории Татарского государственного театра кукол «Экият».

## Семья
Женат. Супруга — Галина(1960 г.р). Дочь — Ксения (1986 г.р.), сыновья — Константин (1987 г.р.) и Дмитрий (1991 г.р.).